# Bassekou Diabaté
Bassekou Diabaté (ur. 15 kwietnia 2000) – malijski piłkarz występujący na pozycji napastnika w norweskim klubie Stabæk Fotball oraz w reprezentacji Mali.

## Kariera klubowa

### Lechia Gdańsk
15 lipca 2021 został wysłany na roczne wypożyczenie do klubu Lechia Gdańsk. Zadebiutował 2 sierpnia 2021 w meczu Ekstraklasy przeciwko Wiśle Płock (1:0). 30 grudnia 2021 podpisał nowy kontrakt obowiązujący do czerwca 2025 w konsekwencji transferu gotówkowego z klubu Yeelen Olympique, z którego wcześniej był wypożyczyny.

## Kariera reprezentacyjna

### Mali
W 2021 roku otrzymał powołanie do reprezentacji Mali. Zadebiutował 16 stycznia 2021 w meczu fazy grupowej Mistrzostw Narodów Afryki 2020 przeciwko reprezentacji Burkiny Faso (1:0). 7 lutego 2021 wystąpił w finale Mistrzostw Narodów Afryki 2020, w którym jego zespół przegrał z reprezentacją Maroka (0:2) i zdobył srebrny medal.

## Statystyki

### Klubowe
(aktualne na dzień 8 czerwca 2022)
| Klub                 | Sezon              | Liga               | Liga  | Liga   | Puchar kraju | Puchar kraju | Suma  | Suma   |
| Klub                 | Sezon              | Liga               | Mecze | Bramki | Mecze        | Bramki       | Mecze | Bramki |
| -------------------- | ------------------ | ------------------ | ----- | ------ | ------------ | ------------ | ----- | ------ |
| Lechia Gdańsk (wyp.) | 2021/22            | Ekstraklasa        | 17    | 0      | 1            | 0            | 18    | 0      |
| Lechia Gdańsk (wyp.) | Ogólnie            | Ogólnie            | 17    | 0      | 1            | 0            | 18    | 0      |
| Ogólnie w karierze   | Ogólnie w karierze | Ogólnie w karierze | 17    | 0      | 1            | 0            | 18    | 0      |

### Reprezentacyjne
(aktualne na dzień 8 czerwca 2022)
| Reprezentacja | Rok     | Mecze | Bramki |
| ------------- | ------- | ----- | ------ |
| Mali          |         |       |        |
| 2021          | 6       | 0     |        |
| Ogólnie       | Ogólnie | 6     | 0      |

| Mecze i gole w reprezentacji | Mecze i gole w reprezentacji | Mecze i gole w reprezentacji | Mecze i gole w reprezentacji | Mecze i gole w reprezentacji | Mecze i gole w reprezentacji | Mecze i gole w reprezentacji | Mecze i gole w reprezentacji    |
| Lp.                          | Data                         | Miejsce                      | Gospodarz                    | Gość                         | Wynik                        | Gol                          | Rozgrywki                       |
| ---------------------------- | ---------------------------- | ---------------------------- | ---------------------------- | ---------------------------- | ---------------------------- | ---------------------------- | ------------------------------- |
| 1.                           | 16.01.2021                   | Jaunde                       | Mali                         | Burkina Faso                 | 1:0                          |                              | Mistrzostwa Narodów Afryki 2020 |
| 2.                           | 20.01.2021                   | Jaunde                       | Kamerun                      | Mali                         | 1:1                          |                              | Mistrzostwa Narodów Afryki 2020 |
| 3.                           | 24.01.2021                   | Duala                        | Zimbabwe                     | Mali                         | 0:1                          |                              | Mistrzostwa Narodów Afryki 2020 |
| 4.                           | 30.01.2021                   | Jaunde                       | Mali                         | Kongo                        | 0:0 k. 5:4                   |                              | Mistrzostwa Narodów Afryki 2020 |
| 5.                           | 03.02.2021                   | Duala                        | Mali                         | Gwinea                       | 0:0 k. 5:4                   |                              | Mistrzostwa Narodów Afryki 2020 |
| 6.                           | 07.02.2021                   | Jaunde                       | Mali                         | Maroko                       | 0:2                          |                              | Mistrzostwa Narodów Afryki 2020 |

## Sukcesy

### Yeelen Olympique
- Wicemistrzostwo Mali (1×): 2019/2020

### Reprezentacyjne
- 2. miejsce na Mistrzostwach Narodów Afryki (1×): 2020